# Азербайджанський державний музей музичної культури
Азербайджанський Державний Музей Музичної Культури (азерб. Azərbacan Musiqi Mədəniyyət Dövlət Muzeyi) — створений в Баку 1967 році. Основні цілі та завдання музею: збирання, зберігання, вивчення і популяризація матеріалів, пов'язаних з музичною історією Азербайджану.

## Експонати
У фонді музею зібрано понад 20.000 експонатів. Серед них такі національні музичні інструменти як тар, кяманча, саз, гаван, гошанагара, зурна , нею, а також незвичайні інструменти на зразок аса — тар, аса-саз, а також грамофони, патефони і грамплатівки. Тут зберігаються архіви оперних співаків — Г. Сарабського, Ф. Мухтарової, М. Багірова та ін. У музеї зберігаються авторські нотні рукописи, особисті речі, записи, афіші, програми, фотографії, твори образотворчого мистецтва, ноти, книги та інші експонати.

## Виноски
1. ↑  У музеї зберігаються понад 20000 експонатів [Архівовано 5 березня 2016 у Wayback Machine.] (азерб.) (рос.)